# Institut néerlandais de l'image et du son
L'Institut néerlandais de l'image et du son (en néerlandais : Nederlands Instituut voor Beeld en Geluid, abrégé NIBG, ou Beeld en Geluid, en français : « Image et Son ») est un bâtiment d'archives culturelles et un musée situé à Hilversum, en Hollande-du-Nord, aux Pays-Bas.
L'Institut néerlandais de l'image et du son recueille, s'occupe et donne accès à plus de 70 % du patrimoine audiovisuel néerlandais. Au total, en 2008, la collecte de plus de 800 000 d'heures de télévision, de radio, de musique et de film qui continue de croître par jour, fait de l'Institut néerlandais de l'image et du son, l'une des plus grandes archives audiovisuelles d'Europe.
L'institut se compose des archives d'affaires des sociétés de radiodiffusion nationales et d'un institut de patrimoine culturel (donnant accès aux étudiants et au grand public). Il est aussi un musée pour ses visiteurs. Le flux de production de la télévision numérique et les efforts de numérisation massives créent de nouveaux services.
Le hall du bâtiment ainsi que les mezzanines et les rampes servent de lieu de tournage à l'émission Andere Tijden (nl).